# Ternera chow fun

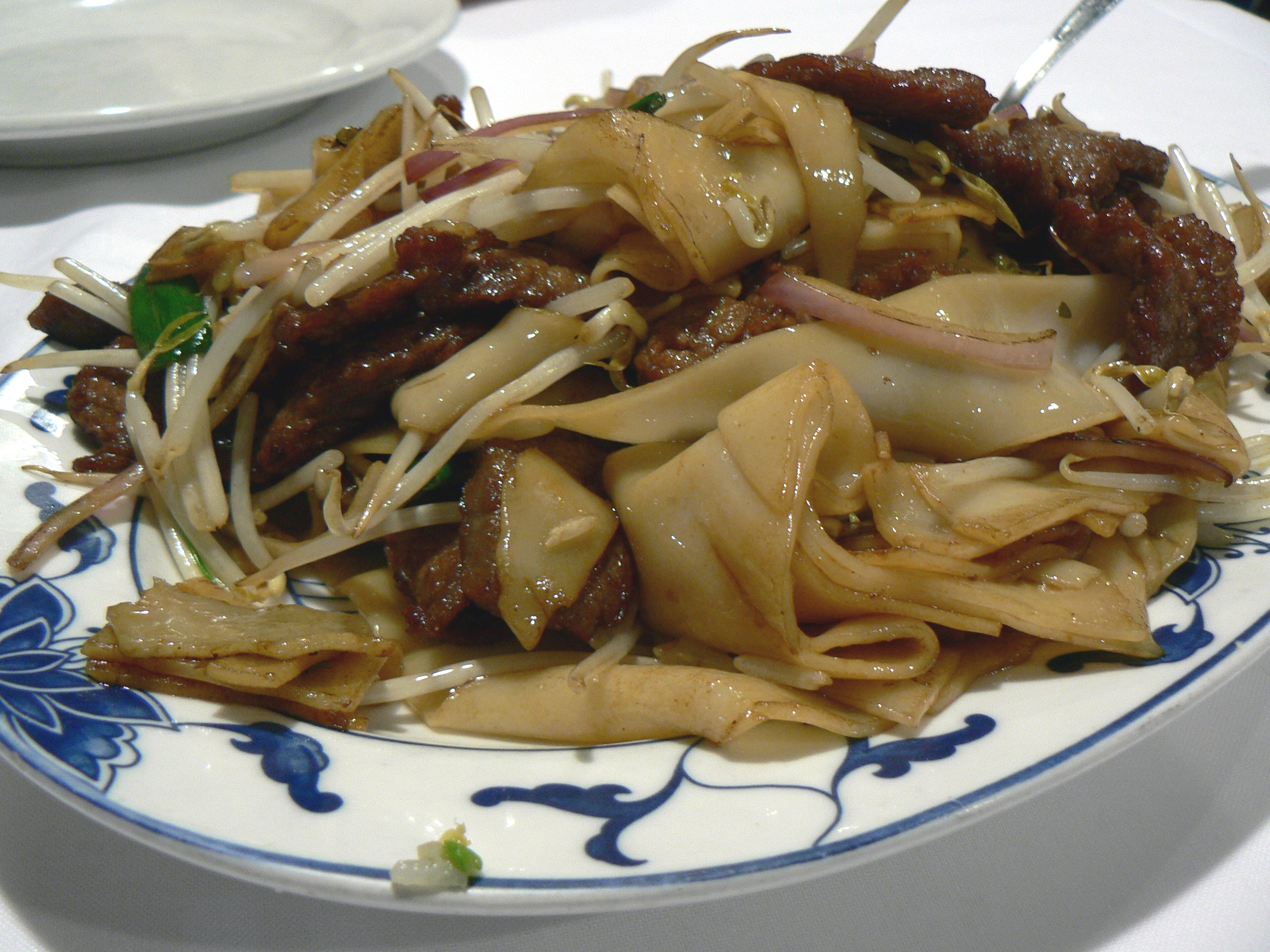
Plato con Ternera chow fun.

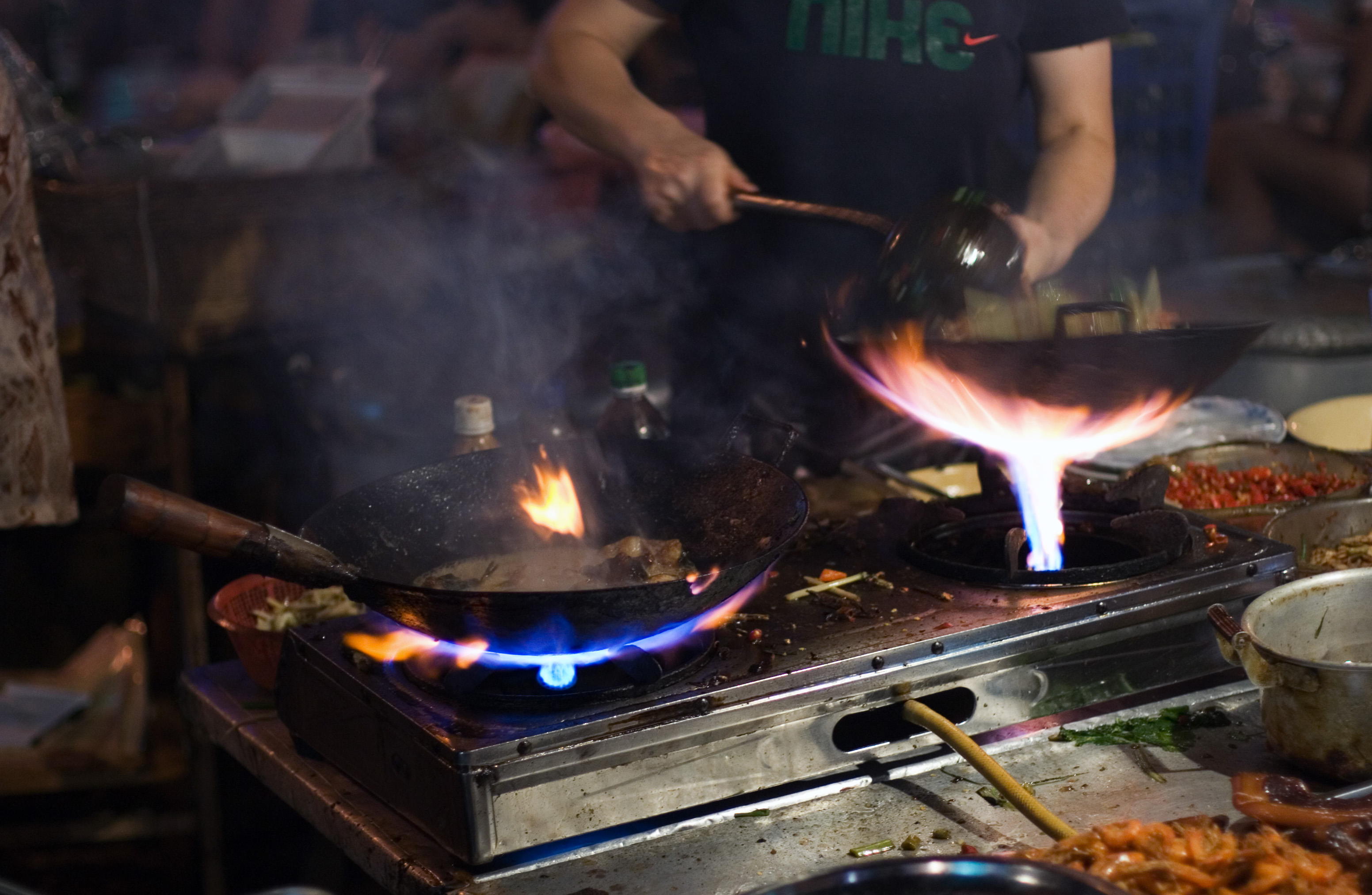
"wok hei" (鑊氣).

La ternera chow fun (en inglés: beef chow fun; en chino simplificado: 干炒牛河 y en chino tradicional: 乾炒牛河) es un plato característico de cocina cantonesa, elaborado de carne de vaca o ternera stir-frying con hefen (fideo de arroz) y brotes de soja. Ha llegado a ser un plato muy nombrado en la cocina china en los restaurantes yum cha en Guangdong, Hong Kong e incluso fuera de las fronteras de China, al igual que el cha chaan tengs.

## Características
El principal ingrediente de este plato no es la carne de vaca sino el fideo chino denominado ho fun, conocido también como shahe fen, originario de la ciudad de Shahe en Cantón. El método más común de cocinar el ho fun es en sopa o stir fried. El ho fun puede ser «frito en seco» (es decir, sin su salsa) o «frito húmedo» (es decir, frito en una salsa). La versión seca del plato se hace primero friendo en un wok las tiras de carne de vaca hasta que se hagan a medias y luego se añade al aceite los brotes de soja y las cebollas. Entonces, el ho fun se añade y se remueve muy rápidamente. Durante la preparación se va salando con salsa de soja. Al final se vuelve a añadir la carne a medio hacer.
Un factor importante en la elaboración de este plato es el denominado «wok hei» (鑊氣). El plato debe ser realizado sobre una llama alta y agitarse rápidamente y constantemente. No solo debe el ho fun ser removido rápidamente, sino que debe ser manipulado muy fuerte para que no se rompa en pedazos. Además la cantidad de aceite debe ser controlada de acuerdo con las necesidades del plato, la cantidad de ingredientes, etc. Una cantidad inapropiada arruinaría el sabor del plato. Debido a estos factores este plato suele ser uno de los más empleados al probar los chefs (susceptibles de ser contratados) en la cocina cantonesa. Es posible valorar las habilidades de un chef solo por la ejecución y la cata de este plato.